# Schismatoglottis calyptrata
Schismatoglottis calyptrata är en kallaväxtart som först beskrevs av William Roxburgh, och fick sitt nu gällande namn av Heinrich Zollinger och Alexandre Moritzi. Schismatoglottis calyptrata ingår i släktet Schismatoglottis och familjen kallaväxter. Inga underarter finns listade.

## Bildgalleri

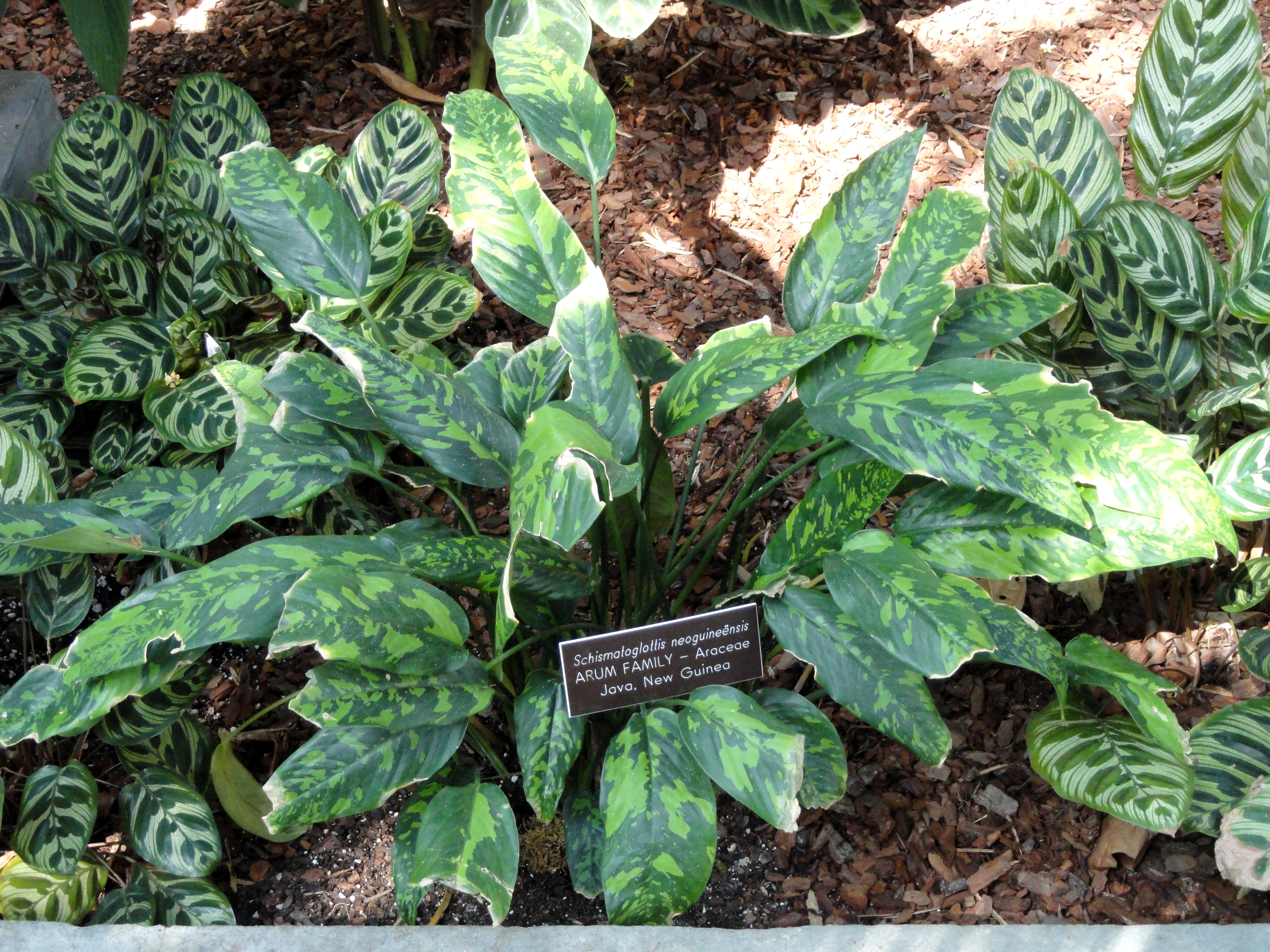